# Francesco Salerno (politico 1948)
Francesco Salerno (Barletta, 20 luglio 1948 – Barletta, 10 settembre 2010) è stato un politico italiano.

## Biografia
Primario di Radiologia dell'ospedale «Umberto I» e «Mons. Dimiccoli», è stato inoltre esponente nazionale ed attivista dell'Anaao.
Personaggio noto della politica pugliese, è stato uno dei maggiori sostenitori dell'istituzione della Provincia di Barletta e impegnato nella lotta antiracket.
La sua carriera politica si è svolta soprattutto all'interno del PCI, dei Ds e del Partito Democratico. Da quest'ultima formazione si era distaccato nel 2008, formando il centro studi e movimento «La Buona Politica» per il quale era stato candidato alla Presidenza della Provincia di Barletta-Andria-Trani, con il sostegno anche dell'Udc.
Dopo aver proseguito la sua attività come consigliere provinciale di opposizione è rientrato nell'area del Partito Democratico come responsabile regionale degli Enti locali.
Consigliere comunale nel 1985, successivamente è stato eletto due volte, tra il 1998 e il 2006, sindaco di Barletta con la coalizione del centro-sinistra.
Alle elezioni comunali del 2002 è rieletto sindaco di Barletta, per il centro-sinistra, ottenendo il 55,77% dei voti al primo turno, contro il 36,83% del candidato sindaco della Casa delle libertà, il primatista Olimpico Pietro Mennea.
Tra le iniziative promosse come sindaco il restauro del castello normanno-svevo, il rifacimento dei giardini del castello, la riorganizzazione e valorizzazione di servizi al cittadino e il restauro di edifici e piazze.
Ha aperto il museo storico della memoria e della resistenza, e reso nuovamente visibili al pubblico le opere del De Nittis.
Ha ridato lustro alla celebre Disfida di Barletta con molte manifestazioni come il certame cavalleresco e il corteo storico.
Durante il suo mandato la città è stata insignita della Medaglia d'oro al merito civile, l'8 maggio 1998, e della Medaglia d'oro al valor militare, il 7 luglio 2003. Per i fatti successivi all'Armistizio dell'8 settembre 1943, nei quali la città si rese protagonista di una coraggiosa e tenace resistenza.
Muore a causa di un arresto cardiaco, nella notte del 10 settembre 2010.